# 石川站 (JR东日本)
石川站（日语：／ Ishikawa eki */?）是位于青森县弘前市前田，屬於东日本旅客铁道（JR東日本）奧羽本線的鐵路車站。本站往大鳄温泉站方向为单线，往弘前方向澤为复线。車站南侧为弘南铁道大鳄线的跨线桥。

## 历史
- 1916年7月7日 - 石川站作为日本国有铁道车站投入运营。
- 1971年10月1日 - 车站无人化改造。
- 1987年4月1日 - 国铁分割民营化后成为JR东日本车站。

## 車站結構
側式月台1面1線與島式月台1面2線，合計2面3線月台的地面車站。各月台之间以跨线天桥连结。
弘前站管理的无人站，站房内配备有自动售票机。

### 月台配置
| 月台 | 路線      | 方向 | 目的地           |
| ---- | --------- | ---- | ---------------- |
| 1    | ■奧羽本線 | 下行 | 弘前、青森方向   |
| 2・3 | ■奧羽本線 | 上行 | 大馆、秋田代方向 |

3号轨道为上下行共用待避线，可以接发两个方向的列车。

## 相邻车站
东日本旅客铁道
■奥羽本线
□快速
通过
■普通
大鰐溫泉－石川－弘前

## 資料來源
1. 1 2 3  . 週刊朝日百科. 31号 青森駅・弘前駅・深浦駅ほか. 朝日新聞出版. 2013-03-17: 21.